# 第1号弦乐四重奏 (斯美塔那)

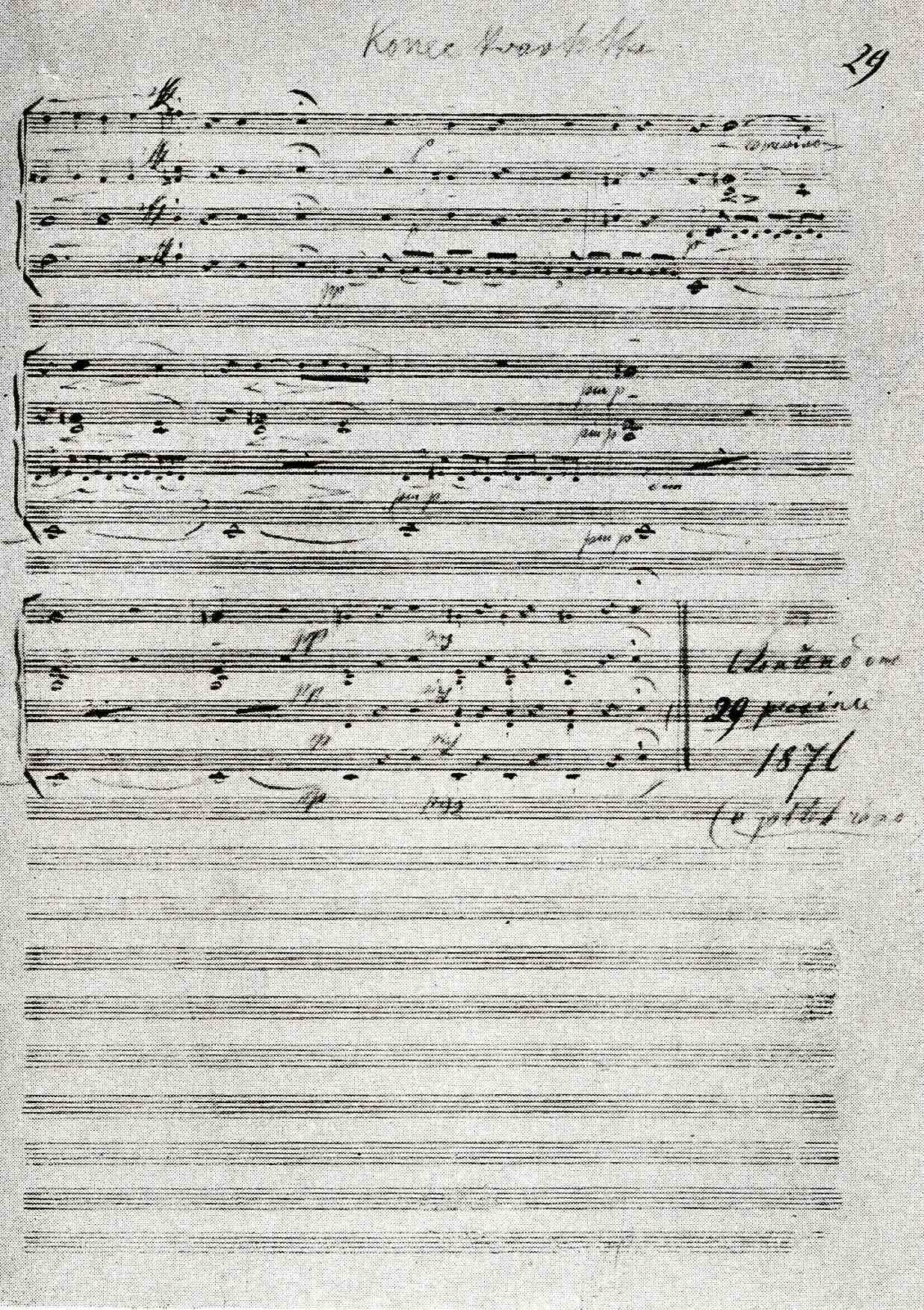
e小调第一弦乐四重奏“我的一生”,為當時斯美塔納親筆譜寫樂譜的最後一頁

e小调第一弦乐四重奏“我的一生”（捷克語：Z mého života）是捷克作曲家貝多伊齊·史麥塔納於1876年12月29日所作的由四个樂章組成的弦乐四重奏作品；也被認爲是一部帶有豐富民族主義色彩的半自傳作品，由捷克音乐出版商人乌尔巴内克于1880年在布拉格首次出版。1878年在布拉格举行私人首演，其中由另一位著名的捷克作曲家安东宁·德沃夏克担任該次演出的中提琴手；1879年3月29日舉行第一次公开首演，由小提琴手费迪南德·拉克纳和扬·佩利坎（Jan Pelikán）、中提琴手约瑟夫·克雷汉（Josef Krehan）和大提琴手阿洛伊斯·聂鲁达演奏。

## 概要

### 創作歷程
斯美塔那晚年感染梅毒，在1874年夏天，他的健康状况开始迅速恶化。该年10月底，他已因病情惡化所致使的耳疾而完全丧失听力。人们普遍认为，他失聪的根本原因就是由梅毒引起。在斯美塔那经历双耳失聪后，他被迫辞去布拉格临时剧院（布拉格國家劇院的前身）首席指挥之职，並于1876年从布拉格搬到位于波西米亚的一个名爲“贾布肯尼斯”同村庄同他已婚的女儿及其女婿居住，并在此靠着微薄且常拖延的养老金生活、養病。他當時仍對失聰狀況不是永久的可能保持著希望。儘管他當時已窮困潦倒，但他依旧堅持着创作；同年秋天，斯美塔那开始计划创作新一部音乐作品以期表达他的内心忏悔和描绘他的人生历程。斯美塔那曾于1878年在寄去給捷克作曲家兼友人约瑟夫·斯布-德布雷诺夫的信中提及這部作品的整體構思：
...关于该弦乐四重奏风格的问题，我很乐意将这个问题留给他人評斷，如果大众因为该曲与四重奏的传统作曲风格背道而驰而不喜欢我的这部弦乐四重奏作品，我并不会责难他们。我无意按照一个公式化的构思来创作这部弦乐四重奏，于我来讲，不同的作曲形式都是由不同的主题所决定的。因此，这部四重奏应当拥有它自己的形式，我想用它描绘我的人生历程。

該作品最後一章中出现多次的高音E♮，其創作靈感被認爲源自於他失聰時常聼到的耳鳴聲。斯美塔那一生中遭受諸多苦難與悲痛，故他許多作品總是以化生活中各種不幸為靈感源泉；如其女兒的離世就被認爲深刻影響了他的《g小调钢琴三重奏》的創作，而他第一任妻子凯瑟琳夫人的離世则是他創作该弦乐四重奏第三乐章的灵感。该作品是斯美塔那第一部对于像弦乐四重奏这样的室内音乐尝试，也被认为影响到了之后萊奧什·楊納傑克创作的《第1号弦乐四重奏“克鲁采奏鸣曲”》和《第2号弦乐四重奏“情书”》

### 作品中的民族主義情節
虽然史麥塔納最初是以創作管弦乐和歌剧作品而闻名捷克樂壇；然而在他晚年，其并不常創作的這部室内樂作品《e小调第一弦乐四重奏“我的一生”》卻比他曾創作過的任何作品更常地被演奏；也許是他以往的许多作品都被認爲具有强烈的捷克民族主义色彩，而该曲較爲平和的室内曲风格相較於其他作品顯得不是那麽具有威脅性。儘管這部作品政治色彩稍弱，但這部作品也不是完全沒有作者本人的憂囯之情，比如其在第二乐章中就通過波尔卡舞曲的元素以銘記自己捷克祖國的根源。

## 結構
该作品由四个乐章组成，依序分別是；
1. 活泼而又热情的快板（Allegro vivo appassionato）
2. 波尔卡风的中庸的快板 （Allegro moderato à la Polka）
3. 延宕的广板（Largo sostenuto）
4. 活泼的（Vivace）

斯美塔那後來在著作《理解室内樂》中對该作品的四个樂章分別有描寫；第一樂章是他“曾作为青年艺术家时對浪漫主义思想的憧憬描繪”。他寫道，這一樂章在追憶過去的同時也是對未來的預示，以及对无法确定事物的一種渴望；第二樂章是具有民族主義色彩的波爾卡舞快板，而該樂章暗喻了他年輕時作爲舞蹈愛好者的那段時期（他從6嵗起便啓蒙于舞蹈藝術）；第三乐章則是为他已離世的第一任妻子致以哀悼之情，斯美塔那將已過世的凱瑟琳夫人稱作他的“初恋”；最後的第四樂章則是隱喻斯美塔那晚年失聰和健康逐漸的恶化，其中乐章后半部分配合着第二小提琴和中提琴奏出逐步级进的震音，小提琴孤独而又持续地奏出与该乐章上半部分整体气氛极其违和的高音E♮，以表现刺耳的幻听对斯美塔那的折磨。在他另一封私人信件中，斯美塔那曾論述《我的一生》中采用了一種非常規的音乐形式。

## 影響與改編

### 在現代影視中的運用
該樂曲的第一乐章曾被運用于1992年电影《神鬼尖兵》的開場，在主角参加的一场音乐会中被演奏。开场中提琴独奏者是美國洛杉矶室内乐团的副席中提琴手维多利亚·米斯科尔齐。

### 弦乐版
匈牙利裔美籍音樂指揮塞尔·乔治在20世纪中期为这該曲編排了管弦乐版本，試圖將其推廣給新聽衆。雖然該管弦乐版不常被演奏，但仍存有當時的录音，也在2012年度BBC音乐节曾被演奏。